# 音乐荣誉列表
本列表是有关音乐人物、音乐作品及其他的音乐奖项、排行榜、比赛的列表。

## 定期颁发的音乐奖项
- 格莱美奖[1][2][3]
- 全美音乐奖
- 全英音乐奖
- 水星音乐奖
- 日本唱片大奖
- 日本金唱片大奖
- 日本歌谣大奖
- 金针奖[4]
- 金曲奖
- 朱诺奖
- 十大中文金曲
- 校园金曲奖
- 新加坡金曲奖
- 音乐风云榜
- CCTV-MTV音乐盛典
- 圣鸽奖
- 奧斯卡最佳原创音乐奖—1934年至今[5][6][7]
- 奥斯卡最佳歌曲奖—1934年至今
- 奥斯卡最佳混音奖—1930年至今
- 奥斯卡最佳音效剪辑奖—1963年至今

## 定期公布的音乐排行榜
- 公告牌
- Oricon销量榜
- 英国单曲排行榜
- 英国专辑排行榜
- 全球华语歌曲排行榜

## 不定期公布的音乐排行榜
- 2003年 滾石雜誌五百大專輯
- 2003年 滾石雜誌一百大吉他手
- 2004年 滾石雜誌五百大歌曲
- 2004年 滾石雜誌五十個改變搖滾樂的時刻
- 1991年 滾石雜誌一百大專輯封面
- 2007年 日本歌曲百选
- 1993年 日本合唱作品百选
- 2000年 一百首最伟大英文流行歌曲

## 音乐比赛
- 肖邦国际钢琴比赛
- 卡尔·弗莱什国际小提琴比赛
- 日内瓦国际音乐比赛
- 贝桑松国际青年指挥家比赛
- 布达佩斯国际音乐比赛
- 西贝柳斯国际小提琴比赛
- 柴科夫斯基国际音乐比赛
- 日本国际音乐比赛
- 慕尼黑国际音乐比赛
- 帕格尼尼国际小提琴比赛
- 范·克莱本国际钢琴比赛
- CCTV青年歌手电视大奖赛
- 超级女声
- 快乐男声
- 花儿朵朵
- 我型我秀
- 梦想中国
- 加油好男儿
- 中国好声音
- 中国梦之声
- 中国最强音
- 中国星力量
- 中国红歌会
- 中国藏歌会
- 我的中国星
- 中国音超
- 最美和声
- 直通春晚
- 星光大道
- 绝对唱响
- 激情唱响
- 天籁之声
- 完美声音
- 红白歌合战
- 世界合唱比赛
- 欧洲歌唱大赛
- 全港十八区业余歌唱比赛
- 21世纪新人歌唱排行榜
- TVB8全球华人新秀歌唱大赛
- X Factor
- 美国偶像